# Walentyn Sadowskyj

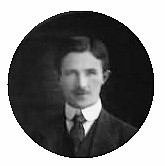
Walentyn Sadowskyj 1917

Walentyn Wassylowytsch Sadowskyj (ukrainisch Валентин Васильович Садовський; * 15. Augustjul. / 27. August 1886greg. in Plischtschyn, Gouvernement Wolhynien, Russisches Kaiserreich; † 24. November 1947 in Kiew, Ukrainische SSR) war ein ukrainischer Geograph, Ökonom, Politiker und Justizminister.

## Leben
Sadowskyj kam im Dorf Plischtschyn in der heutigen ukrainischen Oblast Chmelnyzkyj in einer Priesterfamilie zur Welt.
Er studierte bis 1909 Jura an der St.-Wladimir-Universität in Kiew und im Anschluss bis 1911 Wirtschaft am Polytechnischen Institut Sankt Petersburg. Dort war er aktives Mitglied der ukrainischen Studentengemeinschaft und ab 1904 war er Mitglied der USDRP. Nach seinem Studium arbeitete er als Jurist in Sankt Petersburg.
Nach der Februarrevolution 1917 wurde er Mitglied der Zentralna Rada. Walentyn Sadowskyj war vom 15. Juni 1917 bis zum 11. Januar 1918 Generalsekretär für Rechtsangelegenheiten im Generalsekretariat der ukrainischen Zentralna Rada und vom 11. Januar 1918 bis März 1918 Justizminister der Ukrainischen Volksrepublik.
1920 ging er nach Polen und die Tschechoslowakei ins Exil. Von 1925 an war er Dozent, später Professor an der ukrainischen Wirtschaftsakademie in Poděbrady und Mitglied des ukrainischen Wissenschaftlichen Instituts in Warschau.
1945 wurde er in Prag vom NKWD verhaftet und im Lukjaniwska-Gefängnis in Kiew inhaftiert, wo er im November 1947 verstarb.

## Werke (Auswahl)
- Überblick über die Wirtschaftsgeographie der Ukraine (Нарис економічної географії України; 1920)
- Die Probleme der Industrialisierung in der Wirtschaft (Проблеми індустріалізації в народному господарстві; 1929)
- Gliederung der Ukraine (Районізація України; 1931)
- Die Arbeit in der UdSSR (Праця в УСРР; 1932)
- Nationale sowjetische Politik in der Ukraine (Національна політика Совєтів на Україні; 1937)

Quelle: 